# スーパーJチャンネルえひめ
『スーパーJチャンネルえひめ』（スーパージェイチャンネルえひめ）は、2011年10月3日から愛媛朝日テレビ (eat) で放送されている愛媛県内向けの夕方ワイド・ニュース番組である。

## 概要
1995年4月1日の愛媛朝日テレビ開局から2011年3月まで放送されていた夕方のローカルニュース『eatニュースBOX』（『eatニュースBOX WIDE』）に代わってスタートした。それまで愛媛朝日テレビは毎週金曜日17時台に夕方ワイド番組を編成してきた（一時中断期間あり）が、本番組からは平日帯にわたって17時台後半にローカルパートを設定。また、開局以来初めてキー局の夕方ニュース番組に準じたタイトルになった。

## 放送時間
- 月曜日〜木曜日 18:15 - 19:00（45分）
- 金曜日 18:15 - 18:55（40分）

## コーナー
- ご近所ミステリー!えひめ謎解き歩き（火曜日）
- やのひろみの笑顔見つけた（木曜日）
- ググッと瀬戸内（金曜日、瀬戸内海放送・広島ホームテレビ・山口朝日放送との共同制作）

## 出演者
- 村上健太郎（愛媛朝日テレビアナウンサー、月−水担当）
- 大沢やすのり（愛媛朝日テレビアナウンサー、木・金担当）
- 木和田優衣（愛媛朝日テレビアナウンサー、月−金担当）

### 過去の出演者
- モストデンジャラストリオ（吉本興業「あなたの街に住みますプロジェクト」の愛媛県住みます芸人、月曜日「MDミッション」担当）
- 五月女結（元愛媛朝日テレビアナウンサー、月曜日・火曜日担当）
- 矢佐間恵（元愛媛朝日テレビアナウンサー、金曜日担当）
- 大角茉里（元愛媛朝日テレビアナウンサー、月曜日 - 金曜日担当）
- 津村研太（元愛媛朝日テレビ気象予報士）
- 坂口愛美（元愛媛朝日テレビアナウンサー）
- 大堀結衣（元愛媛朝日テレビアナウンサー）
- 市脇康平（愛媛朝日テレビアナウンサー）
- 矢野勝嗣（愛媛朝日テレビ記者）
- 吉井万結（元愛媛朝日テレビアナウンサー）

## タイトルロゴ
- 初代：2011年10月3日 - 2015年3月29日
  - カラーリング：super J チャンネル ehimeえひめ

何重にも重なった●赤い円の中に白の「J」、その上は円に沿うように「super」の文字、円の右にゴシック体の「チャンネル」。「チャンネル」の右下には「ehimeえひめ」が付いていた。
- 2代目：2015年3月30日 - 2020年10月2日
  - カラーリング：J チ ャ ン ネ ル -------- ehime えひめ

中央はひとつの赤い円の中に「●J」、「チャンネル」の右下には「-------- ehime えひめ」が付く。
- 3代目：2020年10月5日 - 現在
  - カラーリング：Ⓙえひめ